# 高山仓鼠
高山仓鼠（学名：Cricetulus alticola），一种分布于印度西北部、尼泊尔西部及中国西藏阿里地区等地区的啮齿动物，隶属于仓鼠科仓鼠属。该物种的模式产地在克什米尔拉达克，过去曾被视为藏仓鼠（Cricetulus kamensis）藏北亚种。